# Menneval
Menneval – miejscowość i gmina we Francji, w regionie Normandia, w departamencie Eure.
Według danych na rok 1990 gminę zamieszkiwało 1 338 osób, a gęstość zaludnienia wynosiła 202 osoby/km² (wśród 1421 gmin Górnej Normandii Menneval plasuje się na 163 miejscu pod względem liczby ludności, natomiast pod względem powierzchni na miejscu 563).